# 須賀敦子翻訳賞
須賀敦子翻訳賞（すがあつこほんやくしょう、イタリア語: Premio Suga Atsuko per la traduzione）は、イタリア語作品の優れた翻訳に対して隔年で贈られる賞。学識経験者による選考を経て、イタリア文化会館により授与される。
2007年以来中断していたピーコ・デッラ・ミランドラ賞を継承発足。須賀敦子自身、イタリア文学の翻訳にも多大な業績がある。

## 受賞者と作品
第1回（2014年）
- 白崎容子、尾河直哉／ルイジ・ピランデッロ『ピランデッロ短編集　カオス・シチリア物語』（白水社、2012年）[2]
- 関口英子／ルイジ・ピランデッロ『月を見つけたチャウラ　ピランデッロ短篇集』（光文社古典新訳文庫、2012年）[2]

第2回（2016年）
- 橋本勝雄／ウンベルト・エーコ『プラハの墓地』（東京創元社、2016年）[3]
- 栗原俊秀／カルミネ・アバーテ『偉大なる時のモザイク』（未知谷、2016年）[3]

第3回（2018年）
- 上村忠男／ジョルジョ・アガンベン『哲学とはなにか』（みすず書房、2017年）[4]

第4回（2020年）
- 國司航佑／ジャコモ・レオパルディ『断想集』（幻戯書房、2020年）[5]

第5回（2023年）
- 斎藤ゆかり／イニャツィオ・シローネ『フォンタマーラ』（光文社古典新訳文庫、2021年）[6][注釈 1]
- 長野徹／ディーノ・ブッツァーティ『動物奇譚集』（東宣出版、2022年）[6]

## 選考委員
第1回（2014年）
- 岡田温司、木村榮一、柴田元幸、四方田犬彦、和田忠彦（委員長）[2]

第2回（2016年）
- 岡田温司、木村榮一、柴田元幸、四方田犬彦、和田忠彦（委員長）[3]

第3回（2018年）
- シルヴィオ・ヴィータ（wikidata）、岡田温司、木村榮一、柴田元幸、和田忠彦（委員長）[4]

第4回（2020年）
- シルヴィオ・ヴィータ、岡田温司、柴田元幸、野谷文昭、和田忠彦（委員長）[5]

第5回（2023年）
- シルヴィオ・ヴィータ[注釈 2]、岡田温司、柴田元幸、白崎容子、関口英子、野谷文昭、和田忠彦（委員長）[6]